# Бугарска
Бугарска (буг. България), званично Република Бугарска (буг. Република България), држава је у југоисточној Европи. Граничи се са Румунијом на северу, Србијом и Северном Македонијом на западу, Грчком и Турском на југу и Црним морем на истоку. Са територијом од 110.994 km2 (42.855 sq mi), Бугарска је 16. по реду највећих европских држава. Према процени Националног института за статистику из 2022. године Република Бугарска има 6.447.710 становника.
Организоване преисторијске културе су почеле да се развијају на тренутним бугарским земљиштима током неолита. У антици, овде су живели Трачани, Грци, Персијанци, Келти, Римљани, Готи, Алани и Хуни. Настанак уједињене бугарске државе датира од оснивања Првог бугарског царства 681. године, која је доминирала Балканом и деловала као словенски културни центар током средњег века. Са падом Другог бугарског царства 1396, његове територије су биле под турском влашћу скоро пет векова.
Руско-турски рат је довео до оснивања треће бугарске државе. У наредним годинама она је водила неколико ратова са својим суседима, што је подстакло Бугарску да се удружи са Немачком у оба светска рата. Бугарска је 1946. постала једнопартијска социјалистичка држава као део совјетског Источног блока. У децембру 1989. владајућа Бугарска комунистичка партија је дозволила вишестраначке изборе, чиме је отпочела транзиција бугарске ка парламентарној демократији и тржишној економији.
Популација Бугарске од 7 милиона становника претежно је урбанизована и углавном концентрисана у административним центрима својих 28 области. Већина трговачких и културних активности одвија се у главном и највећем граду, Софији. Најразвијенији сектори привреде су тешка индустрија, енергетика и пољопривреда, од којих се сви ослањају на локалним природним ресурсима.
Тренутна политичка структура земље датира усвајањем демократског устава 1991. године. Бугарска је унитарна парламентарна република са високим степеном политичке, административне и економске централизације. Она је чланица Европске уније, НАТО-а и Савета Европе, једна од оснивача Организације за европску безбедност и сарадњу и три пута је била седиште Савета безбедности Организације уједињених нација.

## Етимологија
Назив Бугарска потиче од Прабугара, племена туркијског порекла који су основали земљу. Порекло етнонима Булгар, ко је био оригинални назив за Прабугаре, је и даље нејасно, па зато за њега има више претпоставки. Према једној од претпоставки назив је изведен из пратуркијске речи булга са значењем мешати, трести, мрдати или измешан народ. По другој претпоставци име долази од речи булгак  која значи револт, пореметити, односно побуњеници. На основу неких извора, споменуте речи потичу од реке Волге, где су једно време Прабугари били насељени, док други извори говоре да реч булга означава животињу чијим крзном су Прабугари трговали у својој прадомовини — средњој Азији.

## Историја

### Антика
Остаци неандерталаца који датирају из периода од пре око 150.000 година, или средњег палеолита, неки су од најранијих трагова људске активности на простору модерне Бугарске. Остаци Homo sapiensa који су тамо пронађени датирани су ц. 47.000 година ПС. Овај резултат представља најранији долазак модерних људи у Европу. Карановска култура је настала око 6.500 година пре нове ере и била је једно од неколико неолитских друштава у региону која су напредовала у пољопривреди. Археолошка култура Варна из бакарног доба (пети миленијум пре нове ере) је заслужна за проналазак обраде злата. Придружено благо некрополе Варне садржи најстарији златни накит на свету са приближном старошћу од преко 6.000 година. Благо је било драгоцено за разумевање друштвене хијерархије и стратификације у најранијим европским друштвима.
Трачани, једна од три примарне групе предака савремених Бугара, појавили су се на Балканском полуострву нешто пре 12. века пре нове ере. Трачани су се истакли у металургији и проширили су међу Грке орфејски и дионизијски култ, али су остали племенски уређени и бездржавни. Персијско Ахеменидско царство је освојило делове данашње Бугарске (посебно источну Бугарску) у 6. веку пре нове ере и задржало контролу над регионом до 479. године пре нове ере. Инвазија је постала катализатор за јединство Трачана, а већина њихових племена се ујединила под краљем Тересом и формирала Одришко краљевство 470-их година пре нове ере. Ослабио га је и вазализирао Филип II Македонски 341. п. н. е., напали су га Келти у 3. веку и коначно је постало провинција Римског царства 45. године нове ере.
До краја 1. века нове ере, успостављена је римска власт над целим Балканским полуострвом, а хришћанство је почело да се шири у региону око 4. века. Готску Библију — прву књигу на германском језику — створио је готски бискуп Улфила у данашњој северној Бугарској око 381. Регион је дошао под контролу Источног римског царства након пада Рима 476. године. Византинци су били ангажовани у дуготрајном рату против Персије и нису могли да бране своје балканске територије од упада варвара. То је омогућило Словенима да уђу на Балканско полуострво као освајачи и пљачкаши, првенствено преко подручја између реке Дунав и Балканских планина познатих као Мезија. Постепено је унутрашњост полуострва постала земља Јужних Словена, који су живели под демократијом. Словени су у руралним областима асимилирали делимично хеленизоване, романизоване и готизоване Трачане.

### Средњи век
Бугарска је на Балкану имала снажне средњовековне државе — Прво бугарско царство са престоницама у Плиски, Преславу и Охриду (VII-XI в.) и Друго бугарско царство са престоницом Велико Трново у XII-XIV веку. У време Другог царства, бугарски владари били су у рођачким везама и са српским двором. Свети Сава је умро и сахрањен у Трнову, престоници бугарске државе, у припрати цркве Четрдесет мученика. Како је бугарска средњовековна држава пала под власт Османлија пре српске, дошло је до пресељења учених духовника у Српску деспотовину (види Константин Филозоф).
Са јачањем феудалних односа број слободних сељака у Бугарској се смањивао. Пред крај средњег века слободно сељаштво готово је ишчезло. Оно је претворено у зависне сељаке парике. Зависни сељаци давали су феудалном господару део производа и радили на имању господара. Поред натуралних и радних обавеза, паринцима су понекад наметане и новчане обавезе. Властела се делила на крупно пленемство-велике бољаре и средње ситно племенство-мале бољаре. Велики бољари сачињавали су бољарски савет који је неретко ограничавао власт цара. Значајну улогу у друштву имало је крупно свештенство: патријарх, митрополити и епископи. Црква је распродала пространим поседима на којима су радили зависни сељаци.

### 18. и 19. век
Период од 18. до 19. века у Бугарској се назива још и "Бугарски препород". Почиње 1762. а завршава се 1877/1878 године - Руско-турским ратом. Током та два века циљ је проглашење независности државе Бугарске. У то време, у бугарском друштву почиње да се формира модерна нација, која се гради у Мизији, Тракији и Македонији. Препород је подељен на три периода: 1. Период раног препорода - обухвата 18. век и прву четвртину 19.; 2. Период од почетка реформи у Османској империји (20-тих година 19. века) до Кримског рата (1853—1856); 3. Период од Кримског рата до краја Руско-турског рата (1877—1878).
Почетак свих промена је појава приватне својине. Обрадиве површине остају под влашћу султана али сељаци имају право да располажу њоме. После аграрне реформе (1834), много сељака постају власници своје земље. Долази до промена на пољу економије и технологије - рађају се нове производње и примењују нове технологије. Као резултат свега тога настаје нови друштвени слој - буржоазија. 
Бугари постају најмногобројнији етнички елемент у Османској империји. Долази до великих пресељења, због чега се појављују бесарабски Бугари, Гагузи и Бугари у Румунији. Оснивају се градови: Београд, Комрат, Александрија. Оснива се духовно-културни живот, значајно се повећава број књига. Издаје се књига Христофора Жефаровића - "Стематографија" (1741) у Бечу, и по први пут се појављује личност Паисија Хилендарског који постаје идеолог бугарске национално ослободилачке акције и творац књиге "История славянобългарска".
Национални препород проистекао је код Срба и Бугара из тежњи за ослобођењем од турског ропства, кроз формирање националне идеје на новим, просветитељским основама. Важну улогу су при томе имале идеје о словенској узајамности, које су из дела попут Историје разних словенских народа, најпаче Бугара, Хорвата и Срба Јована Рајића, Стематографије Христифора Жефаровића, утицале и на бугарске препородитеље. Након просветитеља, националне барјаке су понели романтичари. Када су српски устаници почели да освајају све већу аутономију од Турака, Обреновићи су подржавали на различите начине напоре Бугара за ослобођењем. Велики број бугарских књига и неки часописи су штампани у српским градовима. С друге стране, Бугари су учествовали у акцијама побуне у српским градовима, као нпр. после догађаја на Чукур чесми.

### После ослобођења Бугарске ивек
Током ратова Турске против Русије и православних држава на Балкану, ослобођена је Бугарска 1878. године, да би потом била призната, најпре на Сан-Стефанском миру, а после ревизије, у суженим границама на Берлинском конгресу. Обостране територијалне претензије према неослобођеним деловима турске империје довеле су до Српско-бугарског рата 1885. године, који је Србија изгубила на Сливници, те Балканских ратова (1912—1913), које је изгубила Бугарска. Немачка и Аустроугарска користе гнев Бугарске који је вукла из Другог балканског рата, да би стала на њихову страну у Првом светском рату. Бугарска, заједно са својим савезницима бива поражена 1918. То је изазвало дубоке фрустрације у бугарском друштву и навело Бугарску да и у Другом светском рату стане на страну Немачке и хитлеровске коалиције. И тада бива поражена 1944, уласком Црвене армије у Бугарску, свргавањем краљевине и успостављањем комунистичког режима. Бугарска ће до краја Хладног рата бити у комунистичком блоку. Након антикомунистичке револуције, у Бугарској наступа болни процес трансформације привреде и грађанске еманципације. Бугарска постаје чланица Европске уније 2007. године.

## Географија

### Положај
Државе са којима се Бугарска граничи су: Румунија, Турска, Грчка, Северна Македонија и Србија. Површина државе износи 110.993,6 km².
Бугарска се налази на важном прометном правцу који долином реке Марице повезује средњу Европу са Малом Азијом и Блиским истоком.
Прометно значење има и гранична река Дунав којом се извозе пољопривредне сировине, а важна је и за добијање енергије.

### Геологија и рељеф
Бугарска је рељефно разнолик простор. Окосницу чини Марица са својом долином (Тракија). Око Марице простире се Горњотракијска низија (називају је и Маричком низијом). Низија је ограничена Родопима и Балканом, а простире на дужини од око 200 кm и ширини 40-70 кm. Ту су плодне обрадиве површине на којима, уз маритимне климатске утицаје са Егејског мора, успевају различите културе (дуван, памук, поврће, пиринач, винова лоза, житарице). Ово је и најгушће насељено подручје Бугарске.
Јужније су стари Родопи, једно од два изразита планинска подручја у Бугарској. Они заузимају југозападни део државе. Родопи су највише и најстарије планине у Бугарској. Настали су у палеозоику, за време херцинске орогенезе, те су то, по морфогенези, старе громадне планине. Одликују се разноликошћу рељефа и пејзажа што их чини врло привлачним и занимљивим. Испресецани су питомим долинама, у које допиру благи утицаји средоземне климе, које се смењују са високим планинским пределима алпског изгледа. Најпознатији планински масиви су Витоша, Рила и Пирин. Најлепши и најзначајнији међу њима је Рила. Врх Мусала на Рили (2 925 m) представља највиши врх Бугарске, Балканског полуострва и југоисточне Европе. На овом планинском масиву има још око 90 врхова и литица изнад 2 000 m и око 30 врхова који прелазе висину 2 500 m изнад нивоа мора. Због њене велике висине током плеистоцена била је захваћена снажном глацијацијом. Отуда на њој постоје мала језера настала радом ледника. Познато је око 150 оваквих језера која су позната под називом „горске очи”. Родопи су богати угљем и обојеним металима. Осим рударства, становништво се овде бави и шумарством и овчарством.
Северно од Марице налази се Стара планина или Балкан која дели северну Бугарску од долине ове реке. Она је, супротно називу, младог, терцијарног постанка, настала у току алпске орогенезе. Протеже се средином Бугарске у дужини од 570 km. У грађи ове планине учествују и старије стене са лежиштима руда. Њен највиши део је средишњи део Ботев (2 371 m). Стара планина има важну улогу преграде која зауставља продор хладних ваздушних маса са севера у јужни део Бугарске. Одликује се бројним прелазима и превојима, што је чини лако проходном планином па није представљала препреку некадашњим сеобама а не представља је ни данашњем саобраћају. Она је шумовита планина, асиметрична у правцу југ-север. Јужна страна прелази у подбалканске котлине, а има већи нагиб од северне стране. У бројним заштићеним котлинама позната је производња ружа и ружиног уља које се користи у козметичкој индустрији.
Од котлина треба истаћи низ везаних: Софијска, Златичка, Карлова, Казанличка, Сливенска и др. које се пружају између Балкана и паралелног низа Витоше, Средне горе (Богдан 1 573 m) и Срнене горе.
Између Балкана и Дунава налази се заравњен простор чију подину чине стари слојеви у облику плоче. Овај простор назива се Бугарска или Дунавска плоча. Она се простире у северном делу Бугарске и има више својства висоравни него низије. Њена висина постепено опада према Дунаву. На лесним наслагама, које леже у повлати плоче, настало је плодно тло (црница) где се уз умерену климу развила разноврсна пољопривредна производња.

### Флора и фауна
Интеракција климатских, хидролошких, геолошких и топографских услова произвела је релативно широк спектар биљних и животињских врста у земљи. Биодиверзитет Бугарске, један од најбогатијих у Европи, је очуван у три национална парка, 11 паркова природе, 10 резервата биосфере и 565 заштићених подручја. Деведесет и три од 233 врсте сисара Европе налазе се у Бугарској, заједно са 49% лептира и 30% васкуларних биљних врста. Укупно су присутне 41.493 биљне и животињске врсте. Већи сисари са значајном популацијом укључују јелене (106.323 јединке), дивље свиње (88.948), златног шакала (47.293) и црвену лисицу (32.326). Јаребице броје око 328.000 јединки, што их чини најраспрострањенијом птицом дивљачи. Трећина свих птица гнездарица у Бугарској може се наћи у Националном парку Рила, који такође има арктичке и алпске врсте на великим надморским висинама. Флора обухвата више од 3.800 васкуларних биљних врста од којих је 170 ендемских, а 150 се сматра угроженим. Контролна листа већих гљива у Бугарској од стране Института за ботанику идентификује више од 1.500 врста. Више од 35% површине земљишта је покривено шумама.
Бугарска влада је 1998. усвојила Националну стратегију очувања биолошке разноврсности, свеобухватан програм који тежи очувању локалних екосистема, заштити угрожених врста и очувању генетских ресурса. Бугарска има неке од највећих Натура 2000 подручја у Европи које покривају 33,8% њене територије. Земља је постигла свој циљ Кјото протокола о смањењу емисије угљен-диоксида за 30% од 1990. до 2009.
Бугарска се налази на 30. месту у Индексу еколошких перформанси за 2018. годину, али има ниске оцене у погледу квалитета ваздуха. Нивои честица су највиши у Европи, посебно у урбаним подручјима погођеним аутомобилским саобраћајем и електранама на угаљ. Једна од њих, станица Марица Исток-2 која функционише на лигниту, наноси највећу штету здрављу и животној средини у Европској унији. Употреба пестицида у пољопривреди и застарели индустријски канализациони системи доводе до великог загађења земљишта и воде. Квалитет воде је почео да се побољшава 1998. године и задржао је тренд умереног побољшања. Преко 75% површинских река испуњава европске стандарде за добар квалитет.

### Клима
Клима, као и природа Бугарске, прилично је разноврсна. Климатске услове сваког региона одређује јединственост његовог пејзажа. Дакле, зими је континентална клима са ниским температурама и тешким снежним падавинама, а лети медитеранска, која обезбеђује топло време током летњих месеци.
| Клима Софије (NIMH−BAS), нормали 1981—2010, екстреми2 1941—данас                                 | Клима Софије (NIMH−BAS), нормали 1981—2010, екстреми2 1941—данас | Клима Софије (NIMH−BAS), нормали 1981—2010, екстреми2 1941—данас | Клима Софије (NIMH−BAS), нормали 1981—2010, екстреми2 1941—данас | Клима Софије (NIMH−BAS), нормали 1981—2010, екстреми2 1941—данас | Клима Софије (NIMH−BAS), нормали 1981—2010, екстреми2 1941—данас | Клима Софије (NIMH−BAS), нормали 1981—2010, екстреми2 1941—данас | Клима Софије (NIMH−BAS), нормали 1981—2010, екстреми2 1941—данас | Клима Софије (NIMH−BAS), нормали 1981—2010, екстреми2 1941—данас | Клима Софије (NIMH−BAS), нормали 1981—2010, екстреми2 1941—данас | Клима Софије (NIMH−BAS), нормали 1981—2010, екстреми2 1941—данас | Клима Софије (NIMH−BAS), нормали 1981—2010, екстреми2 1941—данас | Клима Софије (NIMH−BAS), нормали 1981—2010, екстреми2 1941—данас | Клима Софије (NIMH−BAS), нормали 1981—2010, екстреми2 1941—данас |
| Показатељ \ Месец                                                                                | .Јан.                                                            | .Феб.                                                            | .Мар.                                                            | .Апр.                                                            | .Мај.                                                            | .Јун.                                                            | .Јул.                                                            | .Авг.                                                            | .Сеп.                                                            | .Окт.                                                            | .Нов.                                                            | .Дец.                                                            | .Год.                                                            |
| ------------------------------------------------------------------------------------------------ | ---------------------------------------------------------------- | ---------------------------------------------------------------- | ---------------------------------------------------------------- | ---------------------------------------------------------------- | ---------------------------------------------------------------- | ---------------------------------------------------------------- | ---------------------------------------------------------------- | ---------------------------------------------------------------- | ---------------------------------------------------------------- | ---------------------------------------------------------------- | ---------------------------------------------------------------- | ---------------------------------------------------------------- | ---------------------------------------------------------------- |
| Апсолутни максимум, °C (°F)                                                                      | 19 (66)                                                          | 23 (73)                                                          | 27,5 (81,5)                                                      | 31 (88)                                                          | 34 (93)                                                          | 38 (100)                                                         | 41 (106)                                                         | 39,4 (102,9)                                                     | 36,1 (97)                                                        | 33,9 (93)                                                        | 25,5 (77,9)                                                      | 23 (73)                                                          | 41 (106)                                                         |
| Максимум, °C (°F)                                                                                | 5,1 (41,2)                                                       | 7,6 (45,7)                                                       | 13,2 (55,8)                                                      | 17,7 (63,9)                                                      | 23,5 (74,3)                                                      | 27,1 (80,8)                                                      | 29,6 (85,3)                                                      | 29,5 (85,1)                                                      | 24,2 (75,6)                                                      | 18,3 (64,9)                                                      | 12,8 (55)                                                        | 6,1 (43)                                                         | 17,6 (63,7)                                                      |
| Просек, °C (°F)                                                                                  | 1,0 (33,8)                                                       | 2,5 (36,5)                                                       | 7,5 (45,5)                                                       | 12,1 (53,8)                                                      | 17,5 (63,5)                                                      | 21,6 (70,9)                                                      | 23,5 (74,3)                                                      | 23,5 (74,3)                                                      | 19,6 (67,3)                                                      | 12,5 (54,5)                                                      | 7,8 (46)                                                         | 2,3 (36,1)                                                       | 12,6 (54,7)                                                      |
| Минимум, °C (°F)                                                                                 | −3,1 (26,4)                                                      | −2,1 (28,2)                                                      | 2,7 (36,9)                                                       | 6,8 (44,2)                                                       | 11,5 (52,7)                                                      | 14,5 (58,1)                                                      | 16,8 (62,2)                                                      | 16,6 (61,9)                                                      | 13,0 (55,4)                                                      | 7,8 (46)                                                         | 2,9 (37,2)                                                       | −1,3 (29,7)                                                      | 7,7 (45,9)                                                       |
| Апсолутни минимум, °C (°F)                                                                       | −28,3 (−18,9)                                                    | −25 (−13)                                                        | −16,1 (3)                                                        | −6 (21)                                                          | −2,2 (28)                                                        | 1,4 (34,5)                                                       | 2 (36)                                                           | 3,5 (38,3)                                                       | −2 (28)                                                          | −6 (21)                                                          | −15,3 (4,5)                                                      | −21,1 (−6)                                                       | −28,3 (−18,9)                                                    |
| Количина падавина, mm (in)                                                                       | 33,2 (1,307)                                                     | 31,5 (1,24)                                                      | 38,1 (1,5)                                                       | 50,7 (1,996)                                                     | 67 (2,64)                                                        | 75,4 (2,969)                                                     | 52,6 (2,071)                                                     | 57,6 (2,268)                                                     | 45,7 (1,799)                                                     | 45 (1,77)                                                        | 43,3 (1,705)                                                     | 41,7 (1,642)                                                     | 581,8 (22,907)                                                   |
| Количина снега, cm (in)                                                                          | 24,3 (9,57)                                                      | 19 (7,5)                                                         | 14,7 (5,79)                                                      | 2,7 (1,06)                                                       | 0 (0)                                                            | 0 (0)                                                            | 0 (0)                                                            | 0 (0)                                                            | 0 (0)                                                            | 1,9 (0,75)                                                       | 10,4 (4,09)                                                      | 24 (9,4)                                                         | 97 (38,16)                                                       |
| Дани са падавинама                                                                               | 9                                                                | 10                                                               | 10                                                               | 12                                                               | 13                                                               | 12                                                               | 10                                                               | 9                                                                | 7                                                                | 11                                                               | 10                                                               | 12                                                               | 125                                                              |
| Дани са снегом                                                                                   | 4,5                                                              | 3,5                                                              | 1,6                                                              | 0,5                                                              | 0                                                                | 0                                                                | 0                                                                | 0                                                                | 0                                                                | 0,3                                                              | 1,5                                                              | 2,5                                                              | 14,4                                                             |
| Сунчани сати — месечни просек                                                                    | 87,8                                                             | 124,3                                                            | 179,6                                                            | 202,2                                                            | 259,6                                                            | 307,7                                                            | 342,1                                                            | 318,3                                                            | 240,1                                                            | 183,6                                                            | 115,5                                                            | 76,1                                                             | 2.436,9                                                          |
| Извор #1: Stringmeteo.com                                                                        |                                                                  |                                                                  |                                                                  |                                                                  |                                                                  |                                                                  |                                                                  |                                                                  |                                                                  |                                                                  |                                                                  |                                                                  |                                                                  |
| Извор #2: slimatedata.eu (дани са преципитацијом) и Stringmeteo.com/Freemeteo.bg/NOAA (екстреми) |                                                                  |                                                                  |                                                                  |                                                                  |                                                                  |                                                                  |                                                                  |                                                                  |                                                                  |                                                                  |                                                                  |                                                                  |                                                                  |

## Административна подела
Од 1999. године Бугарска је подељена на 28 провинција или области. Пре тога је била подељена на 9 области, још од 1987. године. Области су добиле име по главном и највећем граду у тој области. Тих 28 области су:
| - Благоевград - Бургас - Добрич - Габрово - Хасково - Крџали - Ћустендил - Ловеч - Монтана - Пазарџик - Перник - Плевен - Пловдив - Разград - Русе - Шумен - Силистра - Сливен - Смољан - Софија-град - Софија-област - Стара Загора - Трговиште - Варна - Велико Трново - Видин - Враца - Јамбол |

## Становништво и демографија
Према попису становништва из 2011. Бугарска је имала 7.364.570 становника. Број становника се смањује због негативног природног прираштаја и исељавања, тако да је Бугарска пре 36 година, 1975. имала већи број житеља (8.729.666 према попису). Према вероисповести већина су православне вере.
Према резултатима генетских истраживања, међу становништвом Бугарске су најзаступљеније следеће патрилинеарне (Y-ДНК) хаплогрупе:
- Хаплогрупа I (37,3%)
- Хаплогрупа R (27,4%)
- Хаплогрупа E (15,7%)
- Хаплогрупа J (14,7%)

Према националном попису из 2021. године, Бугарска има 6.519.789 становника. Већина становништва, 72,5%, живи у урбаним срединама. Ажурирано: 2019.  Софија је најнасељенији урбани центар са 1.241.675 становника, а следе Пловдив (346.893), Варна (336.505), Бургас (202.434) и Русе (142.902). Бугари су главна етничка група и чине 84,8% становништва. Турска и ромска мањина чине 8,8 и 4,9%; око 40 мањих мањина чини 0,7%, а 0,8% се не идентификује са етничком групом. Бивша директорка за статистику Ренета Инџова оспорила је податке из пописа из 2011. године, сугеришући да је стварна популација мања од пријављене. Ромска мањина је обично бројчано потцењена у пописним подацима и може представљати до 11% становништва. Густина насељености је 65 по квадратном километру, што је скоро половина просека Европске уније.
У 2018, просечна укупна стопа фертилитета (ТФР) у Бугарској била је 1,56 деце по жени,  знатно испод историјског максимума од 5,83 деце по жени из 1905. Бугарска има једну од најстаријих популација на свету, са просечном старошћу од 43 године.
Бугарска је у стању демографске кризе. Има негативан прираштај становништва од 1989. године, када је економски колапс изазвао дуготрајан талас емиграције. Око 937.000 до 1.200.000 људи — углавном младих одраслих — напустило је земљу до 2005. Већину деце рађају неудате жене. Штавише, трећину свих домаћинстава чини само једна особа, а 75,5% породица нема децу млађу од 16 година Стопе наталитета Бугарске су међу најнижим у свету, док су стопе смртности међу највишима.
Бугарска има високе резултате у родној равноправности, заузимајући 18. место у Извештају о глобалном родном јазу за 2018. Иако је женско право гласа омогућено релативно касно, 1937. године, жене данас имају једнака политичка права, високо учешће у радној снази и законски прописану једнаку плату. 2021. године, агенција за истраживање тржишта Reboot Online рангирала је Бугарску као најбољу европску земљу за рад жена. Бугарска има највећи проценат жена истраживача ИКТ у ЕУ, као и други највећи проценат жена у технолошком сектору са 44,6% радне снаге. Висок ниво учешћа жена је наслеђе социјалистичке ере.
Према попису становништва из 2021. године, 62,7% становништва се изјаснило као православци, 9,8% као муслимани, 1,1% као протестанти, 0,6% као католици,а 0,3% је рекло да припада некој другој хришћанској деноминацији. Од укупног броја становника, 15,9% се изјаснило да нису припадници ниједне религије, док 9,5% није дало одговор.

## Здравље
Високе стопе смртности су резултат комбинације старења становништва, великог броја људи у ризику од сиромаштва и слабог система здравствене заштите. Преко 80% смртних случајева је због рака и кардиоваскуларних болести; скоро петина њих се може избећи. Иако је здравствена заштита у Бугарској номинално универзална, трошкови из џепа чине скоро половину укупне потрошње на здравствену заштиту, што значајно ограничава приступ медицинској нези Други проблеми који ометају пружање неге су емиграција лекара због ниских плата, недовољно особља и недовољно опремљених регионалних болница, несташица снабдевања и честе промене основног пакета услуга за осигуранике. Блумбергов индекс ефикасности здравствене заштите за 2018. сврстао је Бугарску на последње место од 56 земаља. Просечан животни век је 74,8 година, у поређењу са просеком у ЕУ од 80,99 и светским просеком од 72,38.

## Образовање
И јавни расходи за образовање су далеко испод просека Европске уније. Образовни стандарди су некада били високи, али су значајно опали од раних 2000-их. Бугарски ученици су били међу најбољима у свету у погледу читања у 2001. години, боље од својих канадских и немачких колега; до 2006. године, резултати у читању, математици и науци су опали. До 2018. године, Програм за међународне студије процене ученика утврдио је да је 47% ученика 9. разреда функционално неписмено у читању и природним наукама. Просечна основна писменост је висока и износи 98,4% и то без значајне разлике међу половима. Министарство просвете и науке делимично финансира јавне школе, факултете и универзитете, утврђује критеријуме за уџбенике и надгледа процес издавања. Образовање у основним и средњим државним школама је бесплатно и обавезно. Процес обухвата 12 разреда, у којима су разреди од првог до осмог основног, а од деветог до дванаестог средњег нивоа. Високо образовање се састоји од 4-годишње дипломе и магистратуре у трајању од 1 године. Највиша високошколска установа у Бугарској је Софијски универзитет.

## Језик
Бугарски је једини језик са званичним статусом и матерњи је за 85 % становништва. Спада у словенску групу језика, али има низ граматичких посебности, које дели са његовим најближим сродником македонским, које га издвајају од других словенских језика: то укључује сложену вербалну морфологију, одсуство именичких падежа и инфинитива и употреба граматичког члана са суфиксом. Други језици који се говоре у Бугарској су турски и ромски, које је, према попису из 2011. године, говорило 9,1% односно 4,2% становништва.

## Религија
Бугарска је секуларна држава са уставом загарантоване верске слободе, али је православље означено као традиционална религија. Више од три четвртине Бугара је православно. Бугарска православна црква је стекла аутокефални статус 927. године и има 12 епархија и преко 2.000 свештеника.
Сунитски муслимани су друга по величини верска заједница и чине 10% верника Бугарске. Истраживање спроведено 2011. на 850 муслимана у Бугарској показало је да је 30% оних који се изјашњавају као дубоко религиозни, а 50% као само религиозни. Према студији, нека верска учења, попут исламске сахране, традиционално су уграђена и широко се практикују, док се друга главна мање поштују, попут муслиманске молитве или уздржавања од пијења алкохола, једења свињетине и кохабитације.
Мање од 3% становништва је повезано са другим религијама, а 11,8% је нерелигиозно или се не идентификује са било којом религијом.

## Највећи градови
У већим градовима су индустријска постројења у којима ради највећи део бугарског становништва. То су Пловдив на Марици, Русе на Дунаву, Варна и Бургас на црноморској обали. Главни град Софија (1.2 мил. ст.) смештен је на прометном правцу који из средње Европе води на Блиски исток
| Софија Пловдив | 1.  | Софија       | Софија-престоница | 1.204.685 | Варна Бургас |
| Софија Пловдив | 2.  | Пловдив      | Пловдив           | 338.153   | Варна Бургас |
| Софија Пловдив | 3.  | Варна        | Варна             | 334.870   | Варна Бургас |
| Софија Пловдив | 4.  | Бургас       | Бургас            | 200.271   | Варна Бургас |
| Софија Пловдив | 5.  | Русе         | Русе              | 149.642   | Варна Бургас |
| Софија Пловдив | 6.  | Стара Загора | Стара Загора      | 138.272   | Варна Бургас |
| Софија Пловдив | 7.  | Плевен       | Плевен            | 106.954   | Варна Бургас |
| Софија Пловдив | 8.  | Сливен       | Сливен            | 91.620    | Варна Бургас |
| Софија Пловдив | 9.  | Добрич       | Добрич            | 91.030    | Варна Бургас |
| Софија Пловдив | 10. | Шумен        | Шумен             | 80.855    | Варна Бургас |

## Економија
Бугарска има отворену тржишну економију високог средњег дохотка у којој приватни сектор чини више од 70% БДП-а. Од претежно пољопривредне земље са претежно руралним становништвом 1948. године, до 1980-их Бугарска се трансформисала у индустријску привреду, са научним и технолошким истраживањима при врху приоритета њених буџетских расхода. Губитак тржишта СВЕ 1990. и накнадна „шок терапија“ планираног система изазвали су нагли пад индустријске и пољопривредне производње, након чега је на крају уследио економски колапс 1997. Економија се углавном опоравила током периода брзог раста неколико година касније, али просечна плата од 1.036 лева (615 долара) месечно остаје најнижа у ЕУ. Више од петине радне снаге ради за минималну плату од 1,16 долара по сату.
Уравнотежен државни буџет је постигнут 2003. године и земља је почела да остварује суфицит следеће године. Расходи су износили 21,15 милијарди долара, а приходи 21,67 милијарди долара у 2017. Већина државних издатака за институције намењена је безбедности. Највећи део годишњег буџета Владе издваја се за министарства одбране, унутрашњих послова и правде, док најмање средстава добијају они надлежни за животну средину, туризам и енергетику. Порези чине највећи део државних прихода са 30% БДП-а. Бугарска има неке од најнижих стопа пореза на добит предузећа у ЕУ по фиксној стопи од 10%. Порески систем је двостепен. Порез на додату вредност, акцизе, порез на доходак предузећа и физичких лица су национални, док порез на некретнине, наслеђе и возила наплаћују локалне власти. Снажан економски учинак почетком 2000-их смањио је државни дуг са 79,6% у 1998. на 14,1% у 2008. Од тада је порастао на 28,7% БДП-а до 2016. године, али је и даље трећи најнижи у ЕУ.
Југозападно планско подручје је најразвијенији регион по паритету куповне моћи, са29.816 долара у 2018. Укључује главни град и околну Софијску област, који сами стварају 42% националног бруто домаћег производа, иако су домаћини само 22% становништва. БДП по глави становника (у ППС) и трошкови живота у 2019. износили су 53 и 52,8% просека ЕУ (100%). Национални ППП БДП процењен је на 143,1  милијарди долара у 2016. са вредношћу по глави становника од 20.116 долара. Статистика економског раста узима у обзир илегалне трансакције из сиве економије, која је највећа у ЕУ као проценат економског производа. Бугарска народна банка штампа националну валуту лев, која је везана за евро по курсу од 1,95583 лева за евро.
После неколико узастопних година високог раста, последице финансијске кризе 2007–2008. довеле су до смањења БДП-а од 3,6% у 2009. години и повећања незапослености. Позитиван раст је обновљен 2010. године, али међукомпанијски дуг је премашио 59 милијарди долара, што значи да је 60% свих бугарских компанија међусобно задужено. До 2012. порастао је на 97 милијарди долара, или 227% БДП-а. Влада је спровела строге мере штедње уз подстицање ММФ-а и ЕУ до неких позитивних фискалних резултата, али друштвене последице ових мера, као што су повећана неједнакост у приходима и убрзана миграција према иностранству, биле су „катастрофалне” према Међународној конфедерацији синдиката.

Пребацивање јавних средстава породицама и рођацима политичара из актуелних странака резултирало је фискалним губицима и смањењем социјалних издавања за грађане. Бугарска се налази на 71. месту у Индексу перцепције корупције и има најгоре нивое корупције у Европској унији, што је извор дубоког незадовољства у бугарском друштву. Заједно са организованим криминалом, корупција је резултирала одбијањем пријаве земље за шенгенски простор и повлачењем страних инвестиција. Владини званичници се наводно некажњено баве проневером, трговином утицајем, кршењем јавних набавки и подмићивањем. Државне набавке су посебно критична област у ризику од корупције. Процењује се да се на јавне тендере сваке године троши 10 милијарди лева (5,99 милијарди долара) државног буџета и европских кохезионих фондова; Скоро 14 милијарди (8,38 милијарди долара) потрошено је на јавне уговоре само у 2017. години. Велики део ових уговора се додељује неколицини политички повезаних компанија због бројних неправилности, кршења процедура и критеријума за доделу по мери. Упркос поновљеним критикама Европске комисије, институције ЕУ се уздржавају од предузимања мера против Бугарске јер подржава Брисел по бројним питањима, за разлику од Пољске или Мађарске.

## Туризам
Природне погодности као и културно-историјско и градитељско наслеђе које Бугарска има доприносе повећању броја туриста у последњих неколико година. Домаћи и инострани туризам заједно учествују са преко 16,7% у бруто домаћем производу земље и у овој области је запослено 10,7% радне снаге у 2018. години. Највећи број страних туриста долази из Велике Британије, Немачке, Русије и Скандинавије.

## Култура

### Позориште и филм
Зачеци бугарског позоришног живота датирају од средине 19. века у облику аматерских представа у школама и читаоницама. Оснивају се друштва љубитеља позоришне уметности за која пишу комаде Сава И. Доброплодни, Добри Војников и Васил Друмев. Након 1878. године та друштва прерастају у професионалне позоришне групе. У Пловдиву се 1881. оснива Међународно позориште Луксембург (буг. Международен театър Люксембург) у којем се дају представе под управом Стефана Попова, а наступају и грчке и јерменске дружине из Цариграда. У Софији се 1888. године од стране пловдивских уметника подиже Позориште „Основа“ (буг. Театър „Основа“) у којем се дају драмске и музичке представе. Указом кнеза Фердинанда у Софији је 1907. године отворено Бугарско народно позориште (буг. Български народен театър) које данас представља најстарије сачувано здање бугарске позоришне уметности. Након Другог светског рата Софија добија још два позоришта: Позориште народа (буг. Театър на народ) и Позориште комедије (буг. Театър комедия) а градска позоришта имају: Пловдив, Русе, Варна, Видин, Плевен и Бургас. Основано је и државно путујуће позориште Театро Рома које изводи представе на ромском језику. Међу позоришним редитељима издвајају се: Вили Цанков, Леон Даниел, Методи Андонов.
Прва јавна филмска пројеција у Бугарској одржана је 11. децембра 1896. године од стране професора Мелинсона у просторијама хотела Македонија у Софији. Страни филмови се редовно приказују од 1897, а 1908. године је отворен први велики биоскоп. Први дугометражни филм Бугарин је галантан снимљен је 1915. године у режији Васила Гендова. Поред Гендова, међу пионирима бугарског филма су и Борис Грежов, Васил Бакарџиев, Петар Стојчев и Александар Вазов.
Од 1948. године, филмска индустрија је национализована зарад ширења нове идеологије. За време совјетске ере, између 1945. и 1990, већина прича из бугарских филмова тицала се друштвених драма које су имале везе са измештањем села у градове, егзистенцијализмом и романтиком. Ово је такође био период развоја анимираног филма. Међу филмовима који су остварили завидан међународни успех налазе се Привезани балон (1967) Бинке Жељазкове, Козји рог (1972) Методи Андонова, Предност (1977) Георгија Ђулгерова, Свачија љубав (1979) Борислава Шаралиева, Кожне ципеле незнаног јунака (1979) Рангела Валчанова, Све за љубав (1986) Николаја Волева и Понедељак ујутро (1988) Ирине Акташеве и Христа Пискова.

### Кухиња
Бугарску кухињу одређује њено богато и добро очувано културно наслеђе на које су пресудно утицале словенска, грчка и турска култура. Бугарска гастрономија је изванредно разнолика, захваљујући релативно топлој клими и разноврсној географији Бугарске, која омогућава изузетно повољне услове за узгој различитог свежег поврћа, биљака и воћа.
Традиција бугарске кухиње, настала кроз генерације је сачувала неке посебне одлике у начинима кувања, са употребом доста свежих производа и јединствених зачина – већином припремљених или издвојених из биља са значајним лековитим својствима. Чорба од сочива је бугарски традиционални специјалитет, као и баница, односно пита са сиром. Јогурт је основни млечни производ који се служи уз скоро сва јела у Бугарској. Чорба од шкембића (буг. шкембе чорба) се често припрема у Бугарској, те разноврсни аспици посути сиром као и димљена кобасица луканка. Шопска салата, љутеница, сирење и козунак представљају посебне карактеристике бугарске кухиње. Месо, поготово свињско и јагњеће је значајна намирница за припрему бројних бугарских јела. Ћуфте (буг. кюфте) и ћевапи (буг. кебапче) су најпознатији месни производи у Бугарској, који се припремају од млевеног свињског и јунећег меса, уз додатак зачина.
Вино је одувек произвођено и конзумирано у Бугарској. Трачани, најстарији народ на овим просторима су били најпознатији произвођачи вина у античком периоду. Бугарска извози вина широм света и до 1989. године је била други извозник у свету по количини флашираног вина. У Бугарској је 2016. године произведено 128 милиона литара вина, од чега је 62 милиона извезено углавном у Пољску, Румунију и Русију. Међу најпознатијим сортама локалних вина су димјат, мавруд, црвени мискет, руен, рубин, мелник 55, широка мелнишка лоза, памид. Поред вина, најпопуларнија алкохолна пића су ракија, мастика и ментовка.

## Спорт
Бугарска је била једна од 14 држава на првим Олимпијским играма модерног доба 1896, на којим је представљао швајцарски гимнастичар Шарл Шампо. Од тада су бугарски спортисти освојили 52 златне, 89 сребрне и 83 бронзане медаље и налазе се на четрдесетом месту по броју освојених медаља на свим Олимпијским играма. Традиционално, Бугарска је веома успешна у дизању тегова, а најзаслужнији за то је дизач и тренер Иван Абаџиев под чијим вођством су се обарали бројни рекорди и освајала различита првенства. Остали значајнији спортови у Бугарској су рвање, бокс, гимнастика, одбојка и тенис. Стефка Костадинова и даље држи светски рекорд у скоку у вис с прескочених 2,09 m које је прескочила на Светском првенству 1987. у Риму. Григор Димитров је први бугарски тенисер који се пробио међу првих десет на АТП листи.
Најпопуларнији спорт је фудбал. Највећи успех фудбалска репрезентација Бугарске је остварила на СП 1994. освојивши четврто место, док је најбољи стрелац првенства био Христо Стоичков који је и најбољи бугарски фудбалер свих времена. Најтрофејнији тимови у земљи су дугогодишњи ривали ЦСКА и Левски. ФК Лудогорец је постигао изузетан успех тако што је за само девет година од најнижег степена такмичења стигао до групне фазе Лиге шампиона 2014/15. У 2018. се налазио на 39. месту и представља најбоље позиционирани бугарски клуб на УЕФА ранг листи.

## Галерија
- Катедрала Александра Невског у Софији
- Зграда Бугарског парламента
- Попово језеро
- Село Врата у Бугарској
- Обала Црног мора
- Планине Рила
- Римски амфитеатар у Пловдиву
- Пећина Леденика
- Планине Пирин